# Itá
Itá es una ciudad paraguaya ubicada en el Departamento Central, a 37 km de Asunción. Se accede a la ciudad por la Ruta D027 que conecta con la Ruta PY01. Historiadores de la época virreinal afirman que fue el primer pueblo fundado después de la ciudad de Asunción. Itá cuenta con una población de 69 049 habitantes, según datos del censo paraguayo de 2022.

## Toponimia
Itá deriva por las palabras pronunciadas por un indígena que decía «chembou che rapichaita», es decir, «me envían los de mi comunidad», por lo tanto Itá significa aty «grupo».
Su nombre no significa «piedra» en guaraní. También conocida como «capital de la cerámica» o la reducción de San Blas de Ytaacá.
Otra versión refiere que el cacique de los carios que habitaban la comarca se llamaba Itá (del guaraní «piedra») y que, en honor al mismo, el gobernador Irala bautizó al pueblo con ese nombre.

## Historia
Fundada en 1539 por Domingo Martínez de Irala, según se cree un 3 de febrero, día en que se celebra la festividad de San Blás, patrono de Itá y del Paraguay, era un pueblo habitado por naturales guaraníes. Asciende a distrito el 24 de mayo de 1884.
Itá se inicia con una población mestiza con costumbres y tradiciones, volviéndose con el correr de los tiempos muy originales, que poco a poco fueron perdiéndose, por no tener difusión o por falta de conocimiento, por ello no son transmitidas o valoradas a su justa medida.
Itá es conocida y considerada como la ciudad del “Cántaro y la Miel” debido a que en época de la reducción franciscana el Fray Tomás de Aquino se dedicó a enseñar a las mujeres del lugar una nueva manera de subsistencia la cual era la elaboración de vasijas a la que dieron el nombre de cántaro (Kambuchi en el idioma Guaraní) fabricada de barro, viendo que abundaba el barro en el lugar y a la vez podrían vender y obtener ganancia, además de ello era un elemento muy útil y lindo que sería para mantener el sabor y la frescura del agua mineral.
La elaboración de miel de caña surge a partir de los primeros pobladores, es de esta pintoresca ciudad ya que se dedicaban también al cultivo puesto que la tierra era apta para el cultivo de la caña de azúcar. Viendo las propiedades con que contaba buscaron la manera de hacer de ella un alimento fresco, nutritivo y sobre todo natural. La ciudad de Itá además de ser identificada por estos dos motivos, también es conocida por su hermosura e inigualable artesanía, además de contar con figuras bastantes representativas en el ámbito nacional e internacional.
Historia de la Laguna de Itá
Según cuentan algunos de los residentes de la ciudad de Itá, en la época de la Guerra Grande, los ejércitos pasaban por ese lugar, donde habitaba una anciana con un pozo en el interior de su vivienda; los sedientos soldados pidieron agua para beber y la anciana se negó a dárselos, no solo a ellos sino a todos los que pedían beber y en ese momento cayó un diluvio, que inundó toda la casa hasta que se formó una laguna.
Hay otra historia que relata que dentro de esa laguna se enterró una campana de oro, para que los invasores de la época de la guerra no llevasen como trofeo de guerra.

## Geografía
La laguna de Itá, «Mártires de Acosta Ñú» que nunca se ha secado, es un lugar pintoresco y se ha convertido en los últimos tiempos en un gran atractivo turístico, por los yacarés o caimanes que habitan allí. En el Cerro Arrúa'i se encuentra una misteriosa gruta y hermosos balnearios sobre el Arroyo Paranambú.

## Clima de Ita
La temperatura máxima en verano llega a los 40 °C; en ocasiones, esta es superada. La mínima en invierno, es de 0 °C. La media en el departamento Central es de 22 °C. Está situada en uno de los departamentos en el que las precipitaciones son más copiosas de enero a abril y más escasas de junio a agosto.

## Barrios
Itá se divide administrativamente en un total de 25 barrios y compañías, de los cuales 19 se encuentran en la zona rural y 6 en la zona urbana.
| 1  | San Blas     | 14 | Yhovy             |
| 2  | 30 de agosto | 15 | Karaguatayty      |
| 3  | Sportivo     | 16 | Caaguazú          |
| 4  | Cerro Corá   | 17 | Calle Po'i        |
| 5  | San Antonio  | 18 | María Auxiliadora |
| 6  | Kurupika'yty | 19 | Aveiro            |
| 7  | Arrua'i      | 20 | Las Piedras       |
| 8  | Valle Jo'a   | 21 | Posta Gaona       |
| 9  | Oculto       | 22 | Calle Yvate       |
| 10 | Tape Tuja    | 23 | Hugua Ñaró        |
| 11 | Itá Potrero  | 24 | Peguajho          |
| 12 | Paranambú 2  | 25 | San Benito        |
| 13 | Potrero Po'i |    |                   |

## Economía

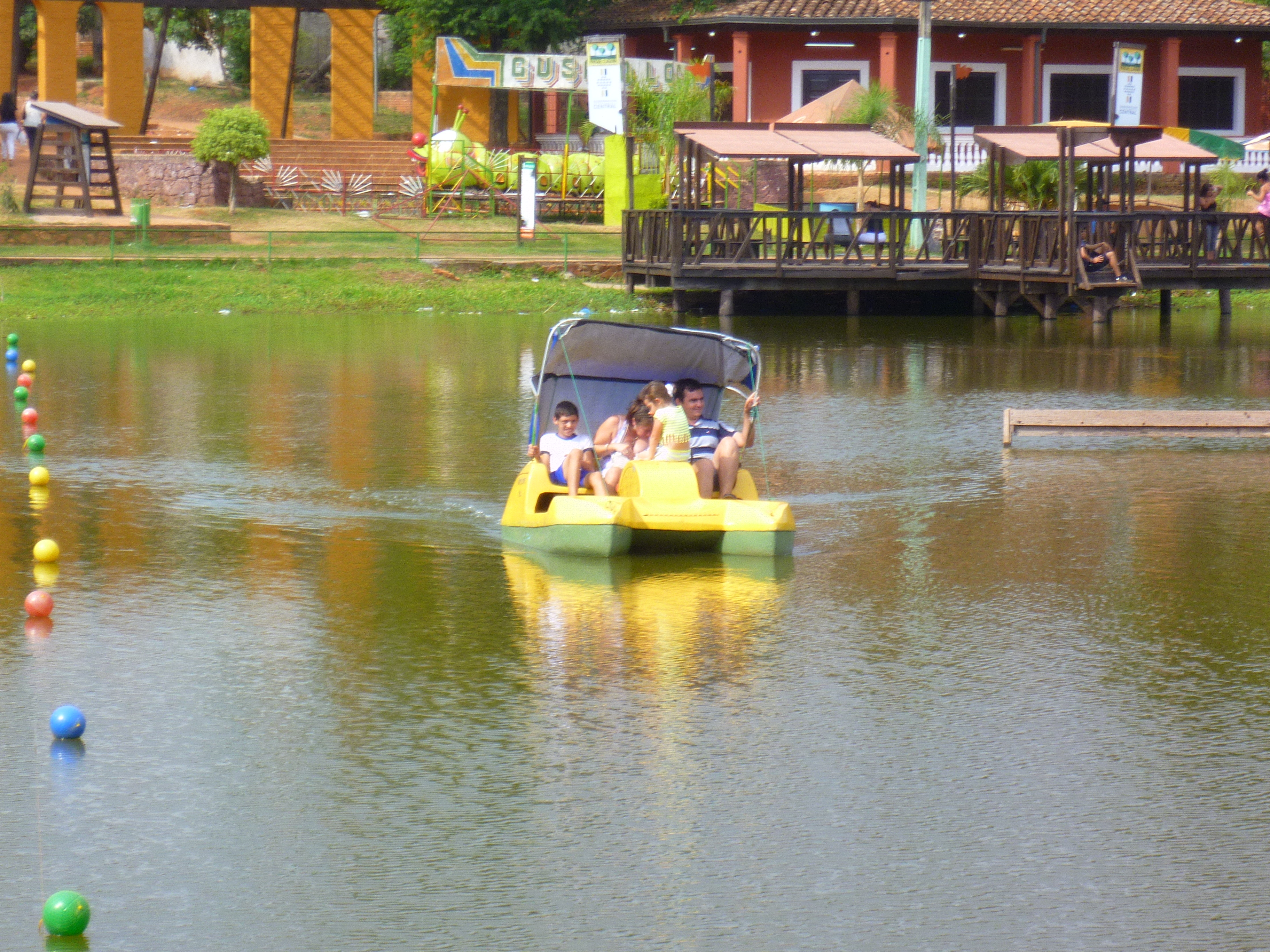
Laguna de Itá.

Los pobladores de Itá se dedican a la agricultura y a la alfarería y a la confección de prendas de vestir, también al comercio y últimamente al turismo de aventura (en la compañía Arruaí).
Cabe destacar que a la ciudad van migrando grandes cadenas comerciales, los cuales son de gran aceptación. La ciudad dispone de un moderno hospital distrital, que en el año 2008, después de una remodelación total, quedó equipado con todos los servicios básicos.

## Cultura

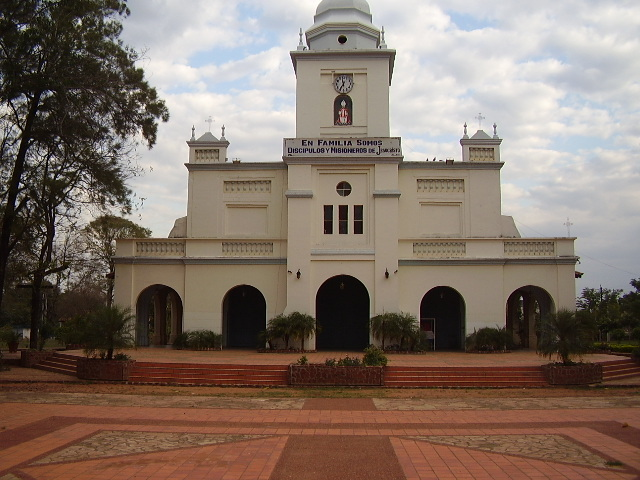
Iglesia San Blás.

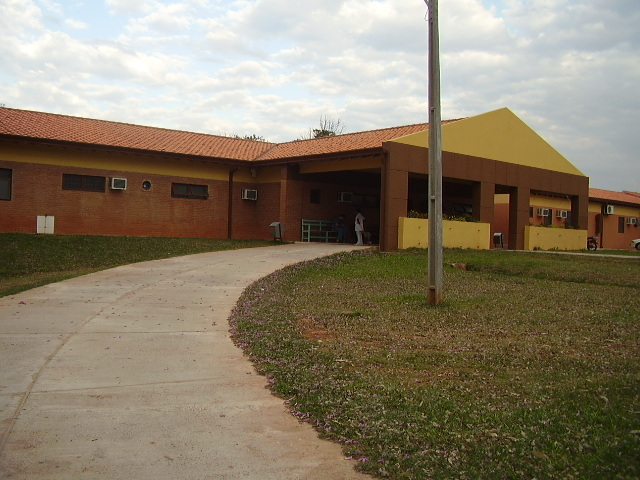
Hospital distrital (Fachada lateral).

En la ciudad se encuentra una de las más importantes Reducciones Franciscanas. Además, la Iglesia de San Blas es una Iglesia Franciscana que data del 1698, considerada reliquia histórica. La gente de Itá conserva estas características en sus costumbres: elaboración de artesanías en cerámicas y fabricación de cestas. En el Centro Artesanal CAPICI ubicado sobre la ruta D027 (Ex Ruta 1), en el centro de la ciudad, está la exposición permanente de alfarería, cerámica guaraní-hispánica, cántaros, frazadas y otros excelentes trabajos. Los pobladores también se dedican a la fabricación de muñecas de trapo.
Las características de todos los pueblos, así como su identidad cultural o folclórica y la continuidad de la tradición española, se manifiestan con la función patronal. Itá y su patrón Señor San Blas, Orar el 3 de febrero de cada año, su recordación popular, la que comienza con nueve días de anticipación, durante los cuales se reza el rosario que comienza con las campanas de la Iglesia al mediodía acompañados de las estruendosas explosiones de bombas, cohetes, etc., como anuncio del inicio de la Fiesta Patronal.

## Educación
Itá cuenta con numerosas instituciones educativas, privadas, públicas, subvencionadas, etc.
Entre Ellos se encuentra, el Colegio Nacional E.M.D Gral. Bernardino Caballero líder en enseñanza y uno de los más reconocidos de la ciudad,el Instituto Pedagógico María Auxiliadora. Escolar Básica y Educación Media en la ciudad, la Escuela de Música Maestro Herminio Giménez que, de conservatorio de música, ha pasado a ser formadora de educación inicial que van del jardin al 2.º año de la media; la escuela Rca. de Costa Rica que es la primera escuela fundada en la ciudad. Cuenta con universidades privadas como la Universidad del Norte, Universidad Técnica de Comercialización y Desarrollo, Universidad Agrónoma San Carlos y Universidad Gran Asunción  que ofrecen carreras en especialización y licenciaturas en agronomía, enfermería, derecho, contaduría, ciencias de la educación y actualmente se está implementando la carrera de Ingeniería Informática.